# Footshop
Footshop a.s. — чешский интернет-магазин со штаб-квартирой в Праге. Специализируется на продаже кроссовок, одежды и модных аксессуаров. Footshop управляет в общей сложности пятью физическими магазинами в европейских столицах и работает как интернет-магазин в более чем 150 странах мира в общей сложности на 13 языках. Помимо розничной торговли, компания также занимается организацией культурных и художественных мероприятий. 

## История
Сеть Footshop была основана 2 апреля 2012 года Петером Гайдучеком. Бренд развился из студенческого проекта Гайдучека в рамках его бакалаврской диссертации. Первоначально продавались только силуэты кроссовок для скейтборда, но после прихода Петера Ковача была добавлена и обувь для отдыха. Со временем Footshop также стал предлагать товары таких брендов, как Nike, Adidas, Asics и Puma. В 2014 году в Праге в районе Бубенска был открыт первый магазин Footshop. Его открытие также включало в себя концерт под открытым небом, в котором приняли участие представители чехословацкой рэп-сцены.
В начале 2015 года Footshop стал членом консорциума Adidas с эксклюзивным правом на распространение определённых видов кроссовок Adidas в Чешской Республике. Осенью 2018 года компания Footshop в сотрудничестве с американской компанией KangaROOS создала кроссовки Footshop x KangaROOS Ultimate 3 с подзаголовком City of Hundred Spires, который отсылает к месту их возникновения — Праге, городу ста башен. Через год коллаборация была повторена, и кроссовки вновь были выпущены, но на этот раз в новом цветовом оформлении. В начале 2019 года Петер Гайдучек заявил, что прибыль магазина также увеличилась благодаря Джастину Биберу, который продал большую часть кроссовок, предлагаемых Footshop. В 2019 году компания Footshop заняла 28-е место в рейтинге Deloitte Technology Fast 50 Central Europe, целью которого является выявление самых быстрорастущих компаний в Центральной Европе.

## Физические магазины
В 2014 году в пражском районе Бубенска открылся первый магазин Footshop, который менее чем через четыре года был перенесён в соседнее многофункциональное пространство «Нитроблок» (чешск. Vnitroblock). В начале 2016 года также был открыт обычный магазин Footshop в Братиславе, Словакия, а затем был открыт магазин в Будапеште, Венгрия. Позднее в Праге был открыт магазин Na Příkopě, где продаются более ограниченные серии продукции. В конце 2019 года Footshop открыл обычный магазин в Бухаресте, Румыния, а осенью 2024 года — в Варшаве, Польша.

## Продукция
В дополнение к общедоступным товарам таких брендов, как Nike, Adidas, Vans, Puma или Reebok, также продаются товары, доступ к которым имеет только ограниченное количество магазинов Footshop по всему миру, такие как Adidas Consortium, Adidas Originals by Alexander Wang, Adidas x Raf Simons, Adidas Yeezy, Vault by Vans, Converse QS, Maison Kitsuné, Paccbet или Rick Owens.

## События
В дополнение к управлению физическими магазинами и интернет-магазинами, компания Footshop также организует собственные мероприятия в виде концертов, выставок, семинаров и вечеринок, посвящённых запуску нового продукта.

## Сотрудничество
Footshop сотрудничает с зарубежными производителями кроссовок. В 2018 году бренд выпустил модель Footshop x KangaROOS Ultimate 3. Через год, по случаю 5-летия открытия первого магазина Footshop, была создана ещё одна цветная версия этой обуви. В октябре 2020 года бренд Footshop выпустил свои первые кроссовки в сотрудничестве с Adidas. Модель Footshop x Adidas Superstar 'Blueprinting' относится к традиционной технике Blueprint, которая внесена в Список нематериального культурного наследия ЮНЕСКО. Помимо кроссовок, Footshop также сотрудничал над несколькими коллекциями одежды, например, с брендами Life is Porno, Soulland или со словацким рэпером Rytmus. Совместная коллекция с LAFORMELA была представлена в 2019 году на Неделе моды в Праге.